# Synagoge (Merlebach)

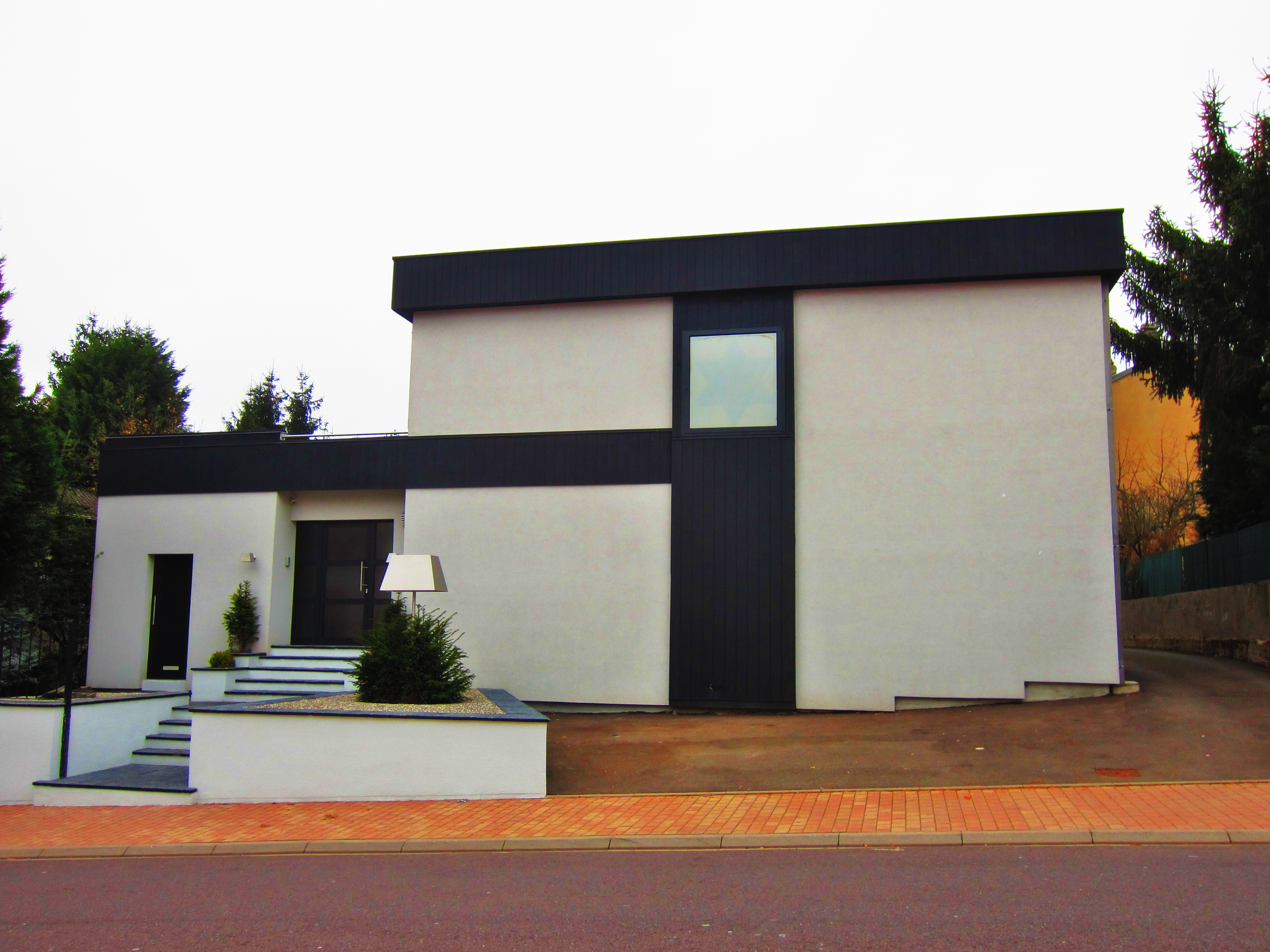
Ehemalige Synagoge in Merlebach

Die Synagoge in Merlebach, einem Ortsteil der französischen Gemeinde Freyming-Merlebach im Département Moselle in der historischen Region Lothringen, wurde 1961 errichtet. Die profanierte Synagoge steht in der Rue Saint-Nicolas.
Nach 2000 wurde die Synagoge profaniert und das Gebäude an die Gemeinde Merlebach verkauft.